# Whisky
A whisky (az amerikai angolban és ír dialektusban whiskey) olyan égetett szesz, amely gabona erjesztésével és lepárlásával, majd fahordóban – többnyire tölgyfa – való érlelésével készül. A felhasznált gabona általában árpa, árpamaláta, kukorica, búza, rozs vagy rozsmaláta. A whiskyk a malátawhisky kivételével általában vegyes cefréből készülnek.
A whisky fajtáit különböző szempontok alapján különböztetik meg; ilyen a cefre összetétele, a lepárlás módja, az érleléshez használt hordók típusa és a földrajzi eredet is. Hagyományos whiskygyártó nemzetnek tekintik Skóciát, Írországot, Kanadát, az Amerikai Egyesült Államokat és Japánt is. Az érlelt whisky különböző stílusai eredetileg az előbbi négy országban alakultak ki a 19. század során, míg Japán a 20. században a modern skót whiskyből kiindulva alakított ki önálló whiskyhagyományt.
A whiskyk fahordós érlelése a 19. században jelent meg, és csak a 20. század elején vált általánosan elterjedtté; korábban a legtöbb whisky érdemi érlelés nélkül került elfogyasztásra. Ezt a hagyományt ma már csak az amerikai törvények őrzik, melyek szerint a whisky a tölgyfahordóba töltése után bármikor palackozható, a kukoricawhiskyt pedig egyáltalán nem kötelező fahordóba tölteni. Az Európai Unió országaiban azonban – attól függetlenül, hogy hol készültek – csak a legalább 3 évig érlelt gabonapárlatok forgalmazhatók whisky vagy whiskey néven.

## Története
A lepárlás története legalább az ókori alexandriai vegyészetig nyúlik vissza, ám a korai lepárlóeszközök nem voltak alkalmasak alkohol lepárlására. A századfordulón elterjedt elmélet volt, hogy a szeszfőzést az írek (egyes változatokban maga Szent Patrik) találták fel az első évezredben, ezen feltételezések történelmi megalapozatlanságát azonban már 1913-ban bemutatták. A szeszfőzés első egyértelmű leírása a 12. századi Itáliából származik, és a bor lepárlásával készült aqua ardens-t írja le. A bor mellett legalább a 14. század hajnalától sörből is főztek szeszt, és az így készült gabonapárlatok széles körben elterjedtek azon európai vidékeken, melyeken nem volt jelentős helyi bortermelés (többek közt Magyarország egyes részein is).
A sör lepárlása legkésőbb a 15. századig Írországban és Skóciában is meghonosult. Az égetett szeszek fogyasztását Írországban először egy krónika, a Clonmacnoise-i annales említi az 1405-ös évnél, miszerint ekkor egy törzsfőnök, Richard MacRannall aqua vitae okozta alkoholmérgezésben halt meg. Skóciában az első írásos bizonyíték 1494-ból való, amikor az adólisták szerint egy John Cor nevű szerzetesnek a király parancsára aqua vītae készítése céljából malátát utaltak ki. A whisky házi lepárlása párhuzamosan terjedt el Skóciában és Írországban, és a 16. század közepére mindkét országban általános volt. A 17. században már tudták, hogy árpamaláta hozzáadásával a malátázatlan gabonát is erjeszthetővé lehet tenni, és a skót források többféle gabonából készült whiskykre is utalnak, főleg zabból, árpából és búzából.
A 17. és 18. század során kivándorló skót és ír telepesek Észak-Amerikában is meghonosították a whiskyfőzést. Kezdetben főleg importált árpából, zabból és búzából erjesztették, majd áttértek a rozsra, mely bőségesen termett Maryland és Pennsylvania államokban. Később elterjedt a kukorica használata is, melyet önmagában és rozzsal keverve is felhasználtak. A ma ismert whiskyfajták a 19. században alakultak ki.

## Nevének eredete
A whisky és whiskey szavak a usquebaugh alakból rövidültek, mely utóbbi jövevényszó volt az angolban: az ír uisce beatha és a skót uisge beatha (az élet vize) kifejezésekből ered. Ez a kifejezés a latin aqua vitae fordítása, amely a középkori gyógyszerészetben eredetileg a többszöri lepárlással tisztára finomított, gyakran gyógynövényekkel együtt lepárolt szeszt jelentette. Az aqua („víz”) a vegyészetben párlatot jelentett, a lepárlással nyert folyadékok neve (és kezdetben a szilárd desztillátumoké is) aquával kezdődött. (Például aqua ardens: „égő víz”, azaz desztillált alkohol; aqua regia: királyvíz.) Szintén az aqua vitae tükörfordítása például az eau de vie, a párlatok általános francia elnevezése, és belőle ered a skandináv akvavit (egy köményes párlat) neve, vagy a magyar ákovita szó is.

## Típusai
A whiskynek nincsenek általános, minden whiskynemzetnél értelmezhető fajtái. Ugyanazok az elnevezések nemzetenként különböző whiskyfajtákat is takarhatnak, illetve lényegükben azonos típusok is viselhetnek eltérő neveket. A whiskyfajtákat a földrajzi eredet mellett a cefre összetétele, a lepárlás módja vagy az érleléshez használt hordók fajtája is megkülönbözteti.
- A kevert whisky (blended whisky) mind az öt nagy whiskynemzetnél létező whiskyfajta. A megvalósítása többféle lehet, de általános érvényű lényege, hogy valamilyen hagyományos, önálló whiskyfajtát szeszfinomítóban készült, többé-kevésbé jellegtelen gabonawhiskyvel (vagy esetleg finomszesszel) kevernek. A kevert whisky ízvilágát jellemzően a hagyományos whisky uralja, miközben a keverék térfogatának általában csak kisebbik részét teszi ki. A kevert whisky nem tévesztendő össze a skót–ír kevert malátawhiskyvel és kevert gabonawhiskyvel, melyek nevében szintén szerepel a blended kifejezés.
- A gabonawhiskyt gyakran általános whiskyfajtaként tartják számon, ám a valóságban egészen különböző whiskyk sorolhatók ide, melyekben csak az a közös, hogy a cefréjük nagy arányú malátázatlan gabonát tartalmaz.
- A hordóerősségű (Európában jobbára cask strength, Amerikában inkább barrel proof) whisky azt jelenti, hogy a hordós érlelés után már nem hígítják a párlatot.
- Az egyhordós (single cask vagy single barrel) whiskyt egyetlen hordóból palackozzák. Jelentősége, hogy az ilyen kiadásokat általában a legjobban sikerült érlelésekből válogatják.

### Skót whiskyk
- A skót whiskyk nagy többsége kevert whisky (Blended Scotch whisky). Malátawhiskyk és gabonawhiskyk keveréke, amiben jellemzően az utóbbi aránya jóval magasabb, az ízét viszont inkább a malátawhisky uralja. 2005 előtt kizárólag ez a whiskyfajta viselte a blended jelzőt a skót whiskyk közt.
- Malátawhisky: tisztán árpamalátából cefrézett, kisüsti módszerrel (de nagy méretű üstökben) lepárolt whisky. A malátát gyakran tőzegfüsttel szárítják, így a skót malátawhisky (és ezáltal a kevert whisky is) jellemzően többé-kevésbé füstös ízű. Ha egyetlen lepárlóból származik, akkor single malt Scotch whisky, ha több lepárló malátawhiskyjét keverték benne össze, akkor pedig blended malt Scotch whisky néven forgalmazzák. A single malt jelentősége, hogy az ízvilága egy adott szeszfőzde stílusát tükrözi. A skót malátawhisky önmagában viszonylag hosszú (általában legalább 8-10 éves) érlelést igényel, ezért a legnagyobb részéből kevert whiskyt készítenek, azaz gabonawhiskyhez keverik.
- Gabonawhiskyː: Coffey-féle szeszfinomítóban készült 94%-os gabonaszesz, melynek cefréjét búzából vagy (ma már ritkábban) kukoricából készítik, 10-15% árpamaláta hozzáadásával. Önmagában többé-kevésbé semleges jellegű, az élvezeti értéke alacsony, jellemzően az érlelése is többszörösen használt hordókban történik. Önálló whiskyként csak nagyon ritkán, különleges érleléssel hozzák forgalomba. Ilyenkor, ha egyetlen szeszgyárban készült, akkor single grain Scotch whisky, ha több szeszgyár gabonawhiskyjét keverték benne össze, akkor pedig blended grain Scotch whisky néven palackozzák.

Azok a gyakori állítások, melyek szerint a skót whisky „árpából készül” vagy „kétszeres lepárlással készül” tehát kizárólag a malátawhiskyre érvényesek. Minden skót whiskyt (keverékeknél minden egyes összetevőt) legalább három évig kell hordóban érlelni.

### Ír whiskyk
- Az ír whiskyk'[m 2] legnagyobb része kevert whisky, amit egyszerűen Irish whiskey néven forgalmaznak.[m 3] A skót kevert whisky mintájára malátawhiskyt vagy „pot still” whiskyt (esetleg a kettő keverékét) elegyítik neutrális gabonawhiskyvel.
- Malátawhisky: tisztán árpamalátából cefrézett, kisüsti módszerrel lepárolt whisky. Lényegét tekintve megegyezik a skót malátawhiskyvel, de a malátát szinte soha nem füstölik, és a lepárlása a szokványos kétszeres kisüsti lepárlás helyett jellemzően egy összetett, három lepárlásból álló módszerrel történik. Általában egy lepárlóban készül, ilyenkor single malt Irish whiskey néven címkézik.
- „Pot still” whisky: a cefréjét leszámítva megegyezik az ír malátawhiskyvel, azonban nem tisztán árpamalátából, hanem malátázott és malátázatlan árpa, esetleg minimális egyéb gabona felhasználásával készül.[m 4] Általában egy lepárlóban készül, ilyenkor single pot still Irish whiskey néven címkézik.[10]
- Gabonawhisky: lényegében megegyezik a skót gabonawhiskyvel: Coffey-féle szeszfinomítóban készült 94%-os gabonaszesz, de kukoricából készül, a hozzá adagolt árpamaláta pedig egészen minimális is lehet.

Azok a gyakori állítások, melyek szerint az ír whisky „árpából készül” vagy „háromszoros lepárlással készül” tehát kizárólag a „pot still” és a malátawhiskyre érvényesek. Minden ír whiskyt (keverékeknél minden egyes összetevőt) legalább három évig kell hordóban érlelni.

### Amerikai whiskyk
Az amerikai whiskyk legnagyobb része valamilyen hagyományos gabonawhisky, ami – a skótok és az írek erősen finomított gabonawhiskyjével ellentétben – önálló whiskyként is piacképes, így a legnagyobb részük tisztán kerül forgalomba.
Az amerikai whiskynek sok hivatalos fajtája van, mert a szövetségi törvény 6 (és Tennessee állam még egy) alaptípust rögzít, melyek egy része különböző jelzőket kaphat, illetve különféle kevert whiskyk alapjául szolgálhatnak, és a szabályozás arról is részletesen rendelkezik, hogy az e típusokba nem tartozó amerikai whiskyket hogyan lehet megnevezni.
A hagyományos amerikai whiskyfajták (bourbon, Tennesse, rye, corn, wheat, malt, rye malt) közös jellemzői, hogy nem finomíthatók 80% alkohol fölé és új, belülről elszenesített hordókban kell érlelni őket, kivéve a kukoricawhiskyt. E whiskyfajták között a cefréjük a fő különbség, aminek egy-egy gabonából kell megadott mennyiséget tartalmaznia: bourbon whisky (legalább 51% kukorica), rozswhisky (legalább 51% rozs), kukoricawhisky (legalább 80% kukorica), malátawhisky (legalább 51% árpamaláta), rozsmalátawhisky (legalább 51% rozsmaláta), búzawhisky (legalább 51% búza). A cefre többi része bármilyen gabona lehet, azonban a névadó gabonát a kötelezőnél gyakran jóval nagyobb arányban használják. Az amerikai whiskynek és fajtáinak nincs kötelező érlelési ideje, így az Egyesült Államokban az érleletlen whisky, illetve bármelyik amerikai whiskyfajtának az érleletlen változata is szabályos, hogyha a számára előírt hordóban tetszőlegesen rövid időt eltöltött (a kukoricawhiskynél ez sem kötelező). Két év érlelés után megkaphatják a straight („rendes”) előtagot (pl. straight bourbon whisky), illetve 3 év érlelés szükséges ahhoz, hogy az Európai Unióban whiskyként kerülhessenek forgalomba. A legnagyobb részüket 4-8 évig érlelik, de a prémium kategóriában sokkal idősebb, akár 20 év fölötti tételek is előfordulnak.
A felsorolt whiskyfajtáktól függetlenül azonban bármely olyan gabonapárlat lehet amerikai whisky, amit legfeljebb 95% alkoholra finomították, tetszőleges ideig (és akár használt) fahordóban tároltak, valamint „az általában a whiskynek tulajdonított ízzel, aromával, és jelleggel bír”.
Az amerikai kevert whisky nem feltétlenül tiszta whisky: legalább 20%-ban valamilyen hagyományos, érlelt (straight) whiskyből kell állnia, ami akár érlelés nélküli finomszesszel és tölgyfakivonattal is kiegészíthető. Ha legalább 50%-ban hagyományos whiskyből áll, akkor annak a nevét is fel lehet tüntetni, például blended bourbon whisky. Az ilyen kevert whiskyk az amerikai piacon kívül nem jellemzőek, és ott is rossz a megítélésük.

### Kanadai whiskyk
A kanadai whiskyk legnagyobb része kevert whisky, amit blended Canadian whisky és Canadian whisky néven is forgalmaznak. A szintén szabályos Canadian rye whisky formát ma már inkább a tényleges rozswhiskyknek tartják fenn, vagy az olyan kevert whiskyknek, amelyek nagy arányú rozswhiskyt tartalmaznak.
A kanadai whisky mint kevert whisky lényegét nehezebb értelmezni, mint a skót, az ír, vagy akár az USA-beli kevert whiskykét, ugyanis az összetevőik laikus szemszögből nem igazán különböznek egymástól – nagyrészt malátázatlan gabonából készülnek, folyamatos lepárlással. A finomítás módja és mértéke azonban eltér, így a kevert whisky alapelve itt is teljesül. A kanadai kevert whiskyben jellemzően hagyományos rozswhiskyt és Coffey-finomítóban készült neutrális whiskyt kevernek össze, mely utóbbi kukoricából készül. Minden kanadai whiskyt (keverékeknél minden egyes összetevőt) legalább három évig kell hordóban érlelni.

### Japán whiskyk
A japán whisky eredeti mintája a 20. századi skót whisky volt, így a fajtái nagyrészt megegyeznek a skót whiskyével, ám a jellege némileg eltérően fejlődött. A japán törvények lazán szabályozzák a whiskygyártást, és – nemzetközi eredetvédelem híján – a japán piacon kívül nincsen hatályuk, így a japán whiskynek például törvényi kategóriái sem léteznek. A japán whiskyt gyakran nem címkézik kimondottan „japán whiskyként”, és időnként a fajtáját sem tüntetik fel. A címkézés fő elemei többnyire a márkanév és az ezt követő whiskyfajta, de kevert whisky esetén előfordul, hogy a blended whisky helyett az ital valamely egyéb tulajdonságát tüntetik fel (például „All Malt” (kizárólag malátából) vagy „From the Barrel” ([közvetlenül] a hordóból, azaz érlelés után hígítatlanul).
- Malátawhisky: a skót malátawhiskykhez hasonlóan készült, rézüstökben lepárolt whisky, de általában csak enyhén füstös. Ha egyetlen lepárló terméke, akkor skót mintára single malt whisky, ha több lepárlóban készült, akkor általában (korábbi skót mintára) pure malt whisky néven címkézik.
- Gabonawhisky (Coffey grain): A szeszfinomítóban készült skót gabonawhisky megfelelője, de Japánban főleg kukoricából készül, és gyakran a jellege is inkább a 20. századi, valamivel kevésbé neutrális skót gabonawhiskyket idézi.
- Coffey malt: a gabonawhiskyhez hasonlóan szeszfinomítóban, de malátából készült whisky. Sem más országok whiskytörvényei, sem a whisky szakmai hagyományai szerint nem tekinthető malátawhiskynek – ahogyan a Coffey grain sem kukoricawhiskynek.
- Blended whisky: skót mintára készült blended whisky, azaz single malt és coffey grain whiskyk keveréke, ám a gabonawhisky helyett időnként Coffey maltot tartalmaz. Ez utóbbi ritka példa az olyan blended whiskyre, ami 100%-ban malátából készült – ennek ellenére nem tévesztendő össze a pure malt vagy blended malt whiskyvel, ami kizárólag hagyományos malátawhiskykből áll. A japán whiskyk többsége kevert whisky, ám a nyugati piacon többnyire csak a prémium kategóriás tételek jelennek meg, így itt már sokkal kevésbé érvényesül ez a többség.

### Walesi whiskyk
Mint Európa szinte minden országában, a gabonalepárlás hagyományai Walesben is a középkorra nyúlik vissza, azonban a 19. században ez a hagyomány megszakadt. A 20. század végén újították fel őket. 2000-ben kezdett működni a Penderyn Distillery, az első palackokat 2004-ben dobta piacra.

### Indiai whiskyk
Az indiai whisky olyan szeszesital, amelyet Indiában whisky néven hoznak forgalomba. Az indiai whisky 90%-a melaszból készül, ezért más országban rumnak hívnák. Újabban India is gyártani kezdett whiskyt malátából és gabonából.

### Német whiskyk
Németországban mintegy három évtizede gyártanak whiskyt a skót, ír és amerikai hagyományokra támaszkodva, főleg single malt, blended és bourbon fajtákat. Használják a whisky, whiskey sőt a whessky megjelölést is, utóbbi a whisky és Hessen szavakkal űzött szójáték az illető lepárló helyére utalva.

### Egyéb whiskyk
A franciaországi Bretagne-ban két lepárló (Glann ar Mor és Warenghem) készít skót stílusú whiskyt. A Manx Spirit egy amerikai virginiai típusú whisky, aminek a máshol készült alapanyagát Man szigeten újra lepárolják, hogy nominálisan helyi jelleget nyerjen. Angliában 2006-ban kezdett működni egy új lepárló (St. George's Distillery), terméke hamarosan megjelenik a piacon. Svédországban a Mackmyra lepárló 2008-ban dobta piacra az első palackokat.
A hagyományosan brandy-termelő Kaukázus környékén nemrég két lepárló jelentette be terveit, hogy az orosz piacot whiskyvel lássák el. Az egyik az ír technológiát alkalmazó sztavropoli Praskoveysky, a másik a dagesztáni Kizljarban a Russian Whisky, ami a skót hagyományokra kíván alapozni (single malt, blended, wheat).
2015-ben a világ legjobb single malt whiskyjének a tajvani Kavalan márkát találták.

## A whisky kémiája
A whisky a cognachoz és a rumhoz hasonlóan összetett ital, egy kémiai analízis viszonylag könnyen azonosíthat mintegy 2-300 összetevőt. Az ízanyagok között karbonilok, alkoholok, karbonsavak és észtereik, nitrogén- és kéntartalmú vegyületek, tanninok, polifenolok, terpének, oxigéntartalmú policiklusos vegyületek, zsírsav-észterek, piridinek, pikolinok, pirazinok stb. találhatók.

### A lepárlásból származó ízanyagok
A whisky íze függ az etanol mellett jelenlévő egyéb alkoholoktól és kozmaolajoktól. A kozmaolajok az etanolnál hosszabb szénláncú alkoholok, enyhén toxikusak, kellemetlen ízűek és szagúak. Nagymértékű jelenlétük hibának számít. Számos módszert alkalmaznak a lepárlás során a tőlük való megszabadulásra. Az amerikai lepárlók hagyományosan az utólagos szűrésre hagyatkoznak, amihez faszenet, homokot, kavicsot vagy vásznat használnak. A kanadai lepárlók hagyományosan lepárlóoszlopot alkalmaznak, amivel majdnem tiszta – és kevésbé ízletes – szesz, ún. gabonasemleges szesz nyerhető. Az ízeket ízesítő whiskyk hozzáadásával pótolják ezután.
Az acetálok nagy mennyiségben képződnek az alkoholos erjedés során, a leggyakoribb közülük, az acetaldehid-dietilacetál (1,1-dietoxietán). A whiskyk közül a malátawhiskyk tartalmazzák belőle a legtöbbet. A sherryk esetén ez az acetál elsődleges aroma, gyümölcsös ízt kölcsönöz az italnak.
A diketon diacetil (2,3-butándiol) vajas aromájú és jelen van majdnem minden égetett szeszesitalban. A whiskyk és konyakok tipikusan többet tartalmaznak belőle, mint a vodkák, de sokkal kevesebbet, mint a rumok és brandyk.

### A tölgyfából származó ízanyagok
A whisky-lakton (3-metil-4-oktanol), amelynek nagyon erős kókuszdió-aromája van, megtalálható minden tölgyfélében. Tölgyfa-laktonnak is hívják.
A kereskedelemben kapható tölgyfaszenek gazdagok fenolokban, egy vizsgálat negyvennél is többet talált belőlük. A kumarin és szkopoletin jelen vannak a whiskyben, legnagyobb mennyiségben a bourbon whiskyben.

## Whisky és whiskey

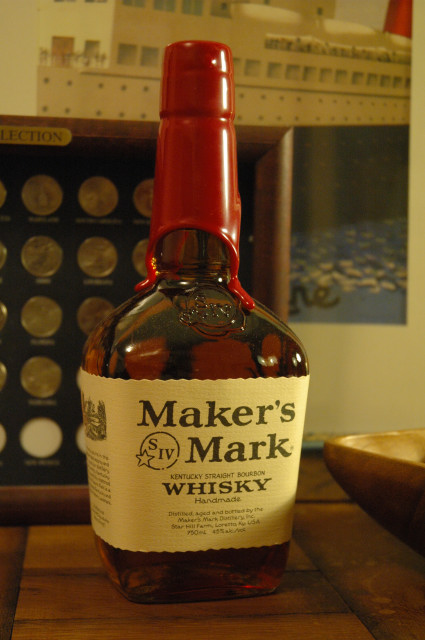
Maker's Mark, a whiskyként címkézett amerikai márkák egyike.

A whisky szónak a 18. századi megjelenésekor kétféle betűzése terjedt el és maradt használatban. A 20. század második fele óta a két változatnak sokan eltérő jelentést tulajdonítanak, és általános érvényű helyesírási szabályként kezelik, hogy a skót és a kanadai ital csak whisky, az ír és az amerikai pedig csak whiskey formában betűzhető. Egyesek emiatt a whiskyre általánosságban „whisk(e)y” vagy „whisky és whiskey” formában utalnak.
Ennek az elvnek az az alapja, hogy mára egy-egy whiskygyártó nemzeten belül jobbára csak az egyik vagy csak a másik betűzést alkalmazzák, ami a 20. század második felére nyelvi különbségként is meggyökeresedett a brit angol, illetve az amerikai angol és az ír dialektus között.
A hozzáértők egy része szerint azonban a kétféle betűzés ugyanolyan nyelvi különbség, mint az amerikai és a brit angol egyéb eltérő betűzésű szavai között (például colour és color [szín], tyre és tire [gumiabroncs]), és az eredet szerinti betűzést következetlennek, illetve időnként olcsó marketingeszköznek látják. Ezért ezek a szerzők nem az ital eredete, hanem a szöveg nyelve szerint, egységesen betűzik a whiskyt. Mindkét oldal egyetért azonban abban, hogy márkanevek és egyéb tulajdonnevek említésekor nem szabad megváltoztatni a betűzést.
Jellemző, hogy ugyanazon whiskyvel kapcsolatos könyvek (például Michael Jackson könyveinek) amerikai kiadásában egységesen a whiskey betűzés szerepel, míg a brit (illetve az esetleges magyar) kiadásban a whisky. Az amerikai angolban hasonlóan gyakori nyelvi jelenség a Scotch whiskey, mint a brit angolban például a Tennessee whisky. A bourbon whisky és a Tennessee whisky hatályos eredetvédelme szerint még a címkéken is mindkét betűzés szabályos, és több márka is használja az alternatív formát, például a George Dickel, a Maker's Mark és az Old Forester. A whisky formát használja az égetett szeszek meghatározásáról szóló amerikai szövetségi törvény is (például bourbon whisky). Az ír whisky eredetvédelme az Irish whisky és az Irish whiskey mellett az ír uisce beatha Éireannach formát is engedélyezi. A skót whisky csak Scotch whisky formában címkézhető, de nem szabályos a whiskey forma a spanyol, az elzászi és a breton whiskyk címkéjén sem.

### A kétféle betűzés eredete
A whisky és a whiskey szavak eredete a latin aqua vitae („az élet vize”), mely a középkorban gyógyszerészeti alkoholt jelentett. A latin szó fordítása a gael nyelvekben uisge beatha vagy uisce beatha, később usquebaugh formában terjedt el, majd ennek 1583 és 1730 között legalább hét különböző anglicizált változata jelent meg, ami a szótárak elterjedése előtt természetes jelenség volt. Gyakori tévhit, hogy az italt eredetileg egységesen whiskynek nevezték, majd a 19. század végén az amerikai és ír whiskygyártók áttértek a whiskey megnevezésre, valójában azonban a whisky első ismert megjelenése 1746-ból, a whiskeyé pedig 1753-ból való.

### A whisky betűzése a múltban
Az amerikai Webster’s nemzetközi angol szótára 1890-ig kizárólag a whisky formát tartalmazta, majd ezt követően mindkettőt, azonban földrajzi utalás csak a 2004-es változatban jelent meg, amelyben a Scotch egyik definíciója – habár továbbra is a whiskey formát használja – említi a Scotch whisky változatot is. Ambrose Bierce Ördögi kislexikon című műve is azt támasztja alá, hogy a századfordulón az amerikaiak jelentéskülönbség nélkül használták a két formát.
A Google által digitálisan feldolgozott könyvek analízise azt mutatja, hogy a brit kiadványokban a whisky forma kezdeti gyakorisága után a 19. század első felében a whiskey lett elterjedtebb, majd 1850-es évektől a whisky vált dominánssá. Az amerikai angolban szintén a 19. század első felében vált elterjedtté a whiskey, de a század végére elvesztette az előnyét, és az 1960-as évekig az amerikaiak hasonló gyakorisággal használták a kétféle betűzést, mielőtt a whisky használata hirtelen megritkult.
Az 1950-es évekig az amerikai lapok jelentéskülönbözet nélkül használták a két betűzést. A whisky forma ezután jelentkező amerikai visszaesése valószínűleg annak tudható be, hogy az Associated Press, a Los Angeles Times és a New York Times is ekkor alakított ki irányelveket arról, hogy a munkatársak hogyan betűzzék a whiskyt. Az AP-nél a whiskeyt kell használni, kivéve a skót whiskynél. A Los Angeles Times-nál a skót mellett a kanadai whisky is „e” nélkül írandó. A megkülönböztetés bizonyosan nem a sajtótól származik, de ezek az első ismert példák arra, hogy szabályként fogalmazták meg az eredet szerinti betűzést. A New York Times 1950-től 1976-ig kötelezővé tette hasábjain a whisky használatát. 1999-től ugyanezt tette a whiskeyvel, de 2008-ban egy skót malátawhiskykről szóló újságcikk nyomán keletkezett olvasói felháborodottság után a lap jobbnak látta új irányelvet bevezetni, amely az eredet szerinti betűzést tette kötelezővé.

### A whiskyk címkézése a múltban
Az ír whiskyk címkéin a 19. század végén gyakorivá vált a whiskey forma, amit gyakran a kevert whisky terjedésének vagy a skót whisky általános minőségi válságának tulajdonítanak, egyes szakértők szerint azonban a dublini whiskyfőzdék nem a skót, hanem az illegális vidéki whiskytől próbáltak elhatárolódni. Ennek ellenére azonban a 20. század folyamán is mindkét betűzés gyakori maradt az ír whiskyken, egészen addig, amíg 1960-as években az addig megmaradt két whiskyfőzde Irish Distillers néven egyesült. Ezzel minden ír whiskymárka egyetlen cég kezébe került, amely pedig az 1970-es évekre whiskeyre egységesítette azok címkézését.
A 20. század folyamán az Egyesült Államokban készült whiskyk már nagyrészt whiskey néven kerültek forgalomba, a kanadai márkák közt azonban a század első felében még nem volt egyértelmű fölényben a whisky használata.

### Fordítás
Ez a szócikk részben vagy egészben  a   whisky című angol Wikipédia-szócikk fordításán alapul.  Az eredeti cikk szerkesztőit annak laptörténete sorolja fel. Ez a jelzés csupán a megfogalmazás eredetét és a szerzői jogokat jelzi, nem szolgál a cikkben szereplő információk forrásmegjelöléseként.